# The Big Read
The Big Read foi uma pesquisa sobre livros realizada pela BBC no Reino Unido em 2003, onde mais de três quartos de milhão de votos foram recebidos do público britânico para encontrar o romance mais querido de todos os tempos da nação. A pesquisa de um ano foi o maior teste de leitura pública até à data e culminou com vários programas organizados por celebridades, defendendo seus livros favoritos.

## 200 romances principais
1. The Lord of the Rings por J. R. R. Tolkien
2. Pride and Prejudice por Jane Austen
3. His Dark Materials por Philip Pullman
4. The Hitchhiker's Guide to the Galaxy by Douglas Adams
5. Harry Potter and the Goblet of Fire por J. K. Rowling
6. To Kill a Mockingbird por Harper Lee
7. Winnie-the-Pooh por A. A. Milne
8. Nineteen Eighty-Four por George Orwell
9. The Lion, the Witch and the Wardrobe por C. S. Lewis
10. Jane Eyre por Charlotte Brontë
11. Catch-22 por Joseph Heller
12. Wuthering Heights por Emily Brontë
13. Birdsong por Sebastian Faulks
14. Rebecca por Daphne du Maurier
15. The Catcher in the Rye por J. D. Salinger
16. The Wind in the Willows por Kenneth Grahame
17. Great Expectations por Charles Dickens
18. Little Women por Louisa May Alcott
19. Captain Corelli's Mandolin por Louis de Bernières
20. War and Peace por Leo Tolstoy
21. Gone with the Wind por Margaret Mitchell
22. Harry Potter and the Philosopher's Stone por Rowling
23. Harry Potter and the Chamber of Secrets por Rowling
24. Harry Potter and the Prisoner of Azkaban por Rowling
25. The Hobbit por Tolkien
26. Tess of the d'Urbervilles por Thomas Hardy
27. Middlemarch por George Eliot
28. A Prayer for Owen Meany por John Irving
29. The Grapes of Wrath por John Steinbeck
30. Alice's Adventures in Wonderland por Lewis Carroll
31. The Story of Tracy Beaker por Jacqueline Wilson
32. Cem Anos de Solidão por Gabriel García Márquez
33. The Pillars of the Earth por Ken Follett
34. David Copperfield por Dickens
35. Charlie and the Chocolate Factory por Roald Dahl
36. Treasure Island por Robert Louis Stevenson
37. A Town Like Alice por Nevil Shute
38. Persuasion por Austen
39. Dune (romance) por Frank Herbert
40. Emma por Austen
41. Anne of Green Gables por Lucy Maud Montgomery
42. Watership Down por Richard Adams
43. The Great Gatsby por F. Scott Fitzgerald
44. The Count of Monte Cristo por Alexandre Dumas
45. Brideshead Revisited por Evelyn Waugh
46. Animal Farm por Orwell
47. A Christmas Carol por Dickens
48. Far from the Madding Crowd por Hardy
49. Goodnight Mister Tom por Michelle Magorian
50. The Shell Seekers por Rosamunde Pilcher
51. The Secret Garden por Frances Hodgson Burnett
52. Of Mice and Men por Steinbeck
53. The Stand por Stephen King
54. Anna Karenina por Tolstoy
55. A Suitable Boy por Vikram Seth
56. The BFG por Dahl
57. Swallows and Amazons por Arthur Ransome
58. Black Beauty por Anna Sewell
59. Artemis Fowl por Eoin Colfer
60. Crime and Punishment por Fyodor Dostoyevsky
61. Noughts & Crosses por Malorie Blackman
62. Memoirs of a Geisha por Arthur Golden
63. A Tale of Two Cities por Dickens
64. The Thorn Birds por Colleen McCullough
65. Mort por Terry Pratchett
66. The Magic Faraway Tree por Enid Blyton
67. The Magus por John Fowles
68. Good Omens por Neil Gaiman e Pratchett
69. Guards! Guards! por Pratchett
70. Lord of the Flies por William Golding
71. Perfume por Patrick Süskind
72. The Ragged-Trousered Philanthropists por Robert Tressell
73. Night Watch por Pratchett
74. Matilda por Dahl
75. Bridget Jones's Diary por Helen Fielding
76. The Secret History por Donna Tartt
77. The Woman in White por Wilkie Collins
78. Ulysses por James Joyce
79. Bleak House por Dickens
80. Double Act por Wilson
81. The Twits por Dahl
82. I Capture the Castle por Dodie Smith
83. Holes por Louis Sachar
84. Gormenghast por Mervyn Peake
85. The God of Small Things por Arundhati Roy
86. Vicky Angel por Wilson
87. Brave New World por Aldous Huxley
88. Cold Comfort Farm por Stella Gibbons
89. Magician por Raymond E. Feist
90. On the Road por Jack Kerouac
91. The Godfather por Mario Puzo
92. The Clan of the Cave Bear por Jean M. Auel
93. The Colour of Magic por Pratchett
94. O Alquimista por Paulo Coelho
95. Katherine por Anya Seton
96. Kane and Abel por Jeffrey Archer
97. Love in the Time of Cholera por García Márquez
98. Girls in Love por Wilson
99. The Princess Diaries por Meg Cabot
100. Midnight's Children por Salman Rushdie
101. Three Men in a Boat por Jerome K. Jerome
102. Small Gods por Pratchett
103. The Beach por Alex Garland
104. Dracula por Bram Stoker
105. Point Blanc por Anthony Horowitz
106. The Pickwick Papers por Dickens
107. Stormbreaker por Horowitz
108. The Wasp Factory por Iain Banks
109. The Day of the Jackal por Frederick Forsyth
110. The Illustrated Mum por Wilson
111. Jude the Obscure por Hardy
112. The Secret Diary of Adrian Mole, Aged 13¾ por Sue Townsend
113. The Cruel Sea por Nicholas Monsarrat
114. Les Misérables por Victor Hugo
115. The Mayor of Casterbridge por Hardy
116. The Dare Game por Wilson
117. Bad Girls por Wilson
118. The Picture of Dorian Gray por Oscar Wilde
119. Shōgun por James Clavell
120. The Day of the Triffids por John Wyndham
121. Lola Rose por Wilson
122. Vanity Fair por William Makepeace Thackeray
123. The Forsyte Saga por John Galsworthy
124. House of Leaves por Mark Z. Danielewski
125. The Poisonwood Bible por Barbara Kingsolver
126. Reaper Man por Pratchett
127. Angus, Thongs and Full-Frontal Snogging por Louise Rennison
128. The Hound of the Baskervilles por Arthur Conan Doyle
129. Possession: A Romance por A. S. Byatt
130. The Master and Margarita por Mikhail Bulgakov
131. The Handmaid's Tale por Margaret Atwood
132. Danny, the Champion of the World por Dahl
133. East of Eden por Steinbeck
134. George's Marvellous Medicine por Dahl
135. Wyrd Sisters por Pratchett
136. The Color Purple por Alice Walker
137. Hogfather por Pratchett
138. The Thirty-Nine Steps por John Buchan
139. Girls in Tears por Wilson
140. Sleepovers por Wilson
141. All Quiet on the Western Front por Erich Maria Remarque
142. Behind the Scenes at the Museum por Kate Atkinson
143. High Fidelity por Nick Hornby
144. It por King
145. James and the Giant Peach por Dahl
146. The Green Mile por King
147. Papillon por Henri Charrière
148. Men at Arms por Pratchett
149. Master and Commander por Patrick O'Brian
150. Skeleton Key por Horowitz
151. Soul Music por Pratchett
152. Thief of Time por Pratchett
153. The Fifth Elephant por Pratchett
154. Atonement por Ian McEwan
155. Secrets por Wilson
156. The Silver Sword por Ian Serraillier
157. One Flew Over the Cuckoo's Nest por Ken Kesey
158. Heart of Darkness por Joseph Conrad
159. Kim por Rudyard Kipling
160. Outlander por Diana Gabaldon
161. Moby-Dick por Herman Melville
162. River God por Wilbur Smith
163. Sunset Song por Lewis Grassic Gibbon
164. The Shipping News por E. Annie Proulx
165. The World According to Garp por Irving
166. Lorna Doone por R. D. Blackmore
167. Girls Out Late por Wilson
168. The Far Pavilions por M. M. Kaye
169. The Witches por Dahl
170. Charlotte's Web por E. B. White
171. Frankenstein por Mary Shelley
172. They Used to Play on Grass por Terry Venables and Gordon Williams
173. The Old Man and the Sea por Ernest Hemingway
174. The Name of the Rose por Umberto Eco
175. Sophie's World por Jostein Gaarder
176. Dustbin Baby por Wilson
177. Fantastic Mr Fox por Dahl
178. Lolita por Vladimir Nabokov
179. Jonathan Livingston Seagull por Richard Bach
180. The Little Prince por Antoine de Saint-Exupéry
181. The Suitcase Kid por Wilson
182. Oliver Twist por Dickens
183. The Power of One por Bryce Courtenay
184. Silas Marner por Eliot
185. American Psycho por Bret Easton Ellis
186. The Diary of a Nobody por George e Weedon Grossmith
187. Trainspotting por Irvine Welsh
188. Goosebumps por R. L. Stine
189. Heidi por Johanna Spyri
190. Sons and Lovers por D. H. Lawrence
191. The Unbearable Lightness of Being por Milan Kundera
192. Man and Boy por Tony Parsons
193. The Truth por Pratchett
194. The War of the Worlds por H. G. Wells
195. The Horse Whisperer por Nicholas Evans
196. A Fine Balance por Rohinton Mistry
197. Witches Abroad por Pratchett
198. The Once and Future King por T. H. White
199. The Very Hungry Caterpillar por Eric Carle
200. Flowers in the Attic por V. C. Andrews